# Бликкен, Ундис
Рагнхильд Ундис Расмусдоттер Бликкен (норв. Ragnhild Undis Rasmusdotter Blikken; род. 7 мая 1914 года, Оснес, ум. 22 января 1992 года, Осло, Норвегия) — норвежская конькобежка, чемпионка мира в классическом многоборье, 3-кратная чемпионка и 3-кратная серебряный призёр чемпионата Норвегии в многоборье, 4-кратная рекордсменка мира. Она представляла спортивные команды «Åsnes idrettslag» (1929/30–1932/33) и «Oslo skøytekubb» (1933/34–1945/46).

## Биография
Ундис Бликкен родилась и выросла на семейной ферме в Оснесе. Её родителями были Расмус Ларссон Бликкен (учитель) и Петрине Марта Бьёрнесет (по-мужу Бликкен). Она была младшей в семье из трёх братьев и двух сестёр. С детства увлекалась прыжками с трамплина и велогонками, но в то время девушкам нельзя было заниматься прыжками с трамплина. Ундис одевала шапочку и прятала под неё волосы, становясь похожей на мальчишек и участвовала с ними в соревнованиях. Кататься на коньках она начала случайно. В одну из зим не было снега и тогда вместе с мальчишками Ундис отправилась кататься на самодельных санях и коньках. Зимой на полях вокруг ферм устраивались катки, и Ундис учила кататься на коньках её старшую сестру, а в начале 30-х годов стала заниматься конькобежным спортом и была пионером вместе с Лайлой Шу Нильсен и Синнуве Ли среди женщин в этом виде спорта.
Она стала выступать в качестве конькобежца с 1930 года за клуб "Åsnes idrettslag" и уже в 1932 году участвовала в неофициальном чемпионате Норвегии. Через год дебютировала на чемпионате мира в Осло, а также стала серебряным призёром чемпионата Норвегии в многоборье. В 1934 году на чемпионате мира в Осло впервые стала чемпионкой мира в абсолютном зачёте и установила мировой рекорд в забеге на 1500 метров. Тогда же завоевала первое золото на чемпионате страны. В 35-м вновь была второй в Норвегии, а в 1936 году во-второй раз завоевала звание чемпионки Норвегии и на чемпионате мира в Стокгольме была дисквалифицирована из-за падения на дистанции 5000 метров.
В 1938 году Ундис заняла 5-е место на чемпионате мира в Осло и в третий раз выиграла первенство Норвегии. В связи с началом второй мировой войны в 1939 году мировые чемпионаты были отменены и возобновились только в 1947 году. В 1940 году она заняла очередное 2-е место на Национальном чемпионате. После войны, в 1945 году, она завершила карьеру спортсменки.

## Личная жизнь и трудовая деятельность
Ундис Бликкен окончила ремесленное училище и старшие классы средней школы, как говорится в заметке, опубликованной в газете "Афтенпостен" в 1962 году. Она была привержена христианству и сразу после войны путешествовала по всей стране в качестве проповедника и молодёжного работника. В начале 50-х годов она была назначена в Ассоциацию туристического транспорта Осло и его окрестностей, а затем стала директором Бюро туристической информации. В 1962 году городской совет Осло назначил её главой недавно созданного Управления руководства и информации в мэрии города. Бликкен также принимала политическое участие в партии Венстре и представляла её в городском совете Осло. Она баллотировалась на парламентские выборы, входила в список Венстре от Хедмарка в 1945 году и от Осло в 1957 и 1961 годах. Умерла 22 января 1992 года в Осло.